# Introduttore di Frova
L'introduttore o cavo di Frova (chiamato anche solo “Frova”) è un presidio progettato per agevolare l'intubazione endotracheale nei casi in cui in cui la visualizzazione della glottide in laringoscopia diretta risulti inadeguata, per guidare successivamente il posizionamento del tubo endotracheale; è composto da una lunga e sottile cannula (70 cm) in materiale plastico irrigidito e un adattatore con connessione standard da 15 mm per ventilazione meccanica, dal diametro di 14 French ed è utilizzabile per tubi endotracheali di misura 6 o superiore.
Fu commercializzato nel 1998 dalla ditta Cook Medical, progettato tra 1995 e 1996 dall'anestesista italiano Giulio Frova come consulente scientifico non retribuito con contratto ventennale di royalty terminato il 31 dicembre 2018.
La punta, flessibile, è smussa e angolata, e progettata per poter essere passata alla cieca oltre le corde vocali, nella trachea. Il tubo è dotato distalmente di fori laterali, progettati per fornire ossigeno nel caso non si riuscisse a ventilare il paziente; le tacche centimetrate aiutano ad allineare il tubo endotracheale.